# Bill Appleyard
William Appleyard, detto Bill (Caistor, 13 agosto 1878 – Newcastle upon Tyne, 14 gennaio 1958), è stato un calciatore inglese, di ruolo attaccante.

## Biografia
Poco dopo il ritiro dalle attività agonistiche, si stabilisce a Wallsend e trova lavoro presso il cantiere navale Vickers. Morì il 14 gennaio 1958 all'età di 79 anni.

## Carriera
Soprannominato "Cockles", inizia la propria carriera professionistica con la maglia del Grimsby Town nel 1901. Durante la sua prima annata ai bianconeri mise a segno un totale di 9 reti in 19 presenze, mentre nella seconda riuscì addirittura a raggiungere la doppia cifra.
Nell'aprile 1903 firma per il Newcastle Utd, con cui gioca le ultime due gare della stagione. Nella sua prima stagione ai Magpies mette a segno 16 reti in 31 partite, facendo tra l'altro il proprio debutto in FA Cup, mentre nella seconda vince il campionato da protagonista. Rimane alla corte dei Magpies per 6 stagioni, collezionando 146 presenze, 88 reti e due trofei.
Nel 1908 lascia ufficialmente Newcastle e si accasa all'Oldham Athletic, che lascia pochi mesi dopo per fare ritorno al Grimsby Town. Dopo 13 presenze e 2 reti lascia il club e firma per il Mansfield Mechanics, club con cui termina di fatto la propria carriera calcistica.

## Palmarès

### Club

#### Competizioni nazionali
- Campionato inglese: 2

Newcastle: 1904-1905, 1906-1907